# Paprotnia (gmina)
Pour les articles homonymes, voir Paprotnia.
Paprotnia est une gmina rurale (gmina wiejska) de la powiat de Siedlce, dans la Voïvodie de Mazovie, dans le centre-est de la Pologne.
Son siège administratif (chef-lieu) est le village de Paprotnia, qui se situe environ 19 kilomètres au nord-est de Siedlce (siège de la powiat) et 99 kilomètres à l'est de Varsovie (capitale de la Pologne).
La gmina couvre une superficie de 81,43 km2 pour une population de 2 797 habitants en 2006.

## Histoire
De 1975 à 1998, la gmina est attachée administrativement à la voïvodie de Siedlce.

Depuis 1999, elle fait partie de la voïvodie de Mazovie.

## Géographie
La gmina inclut les villages et localités de :

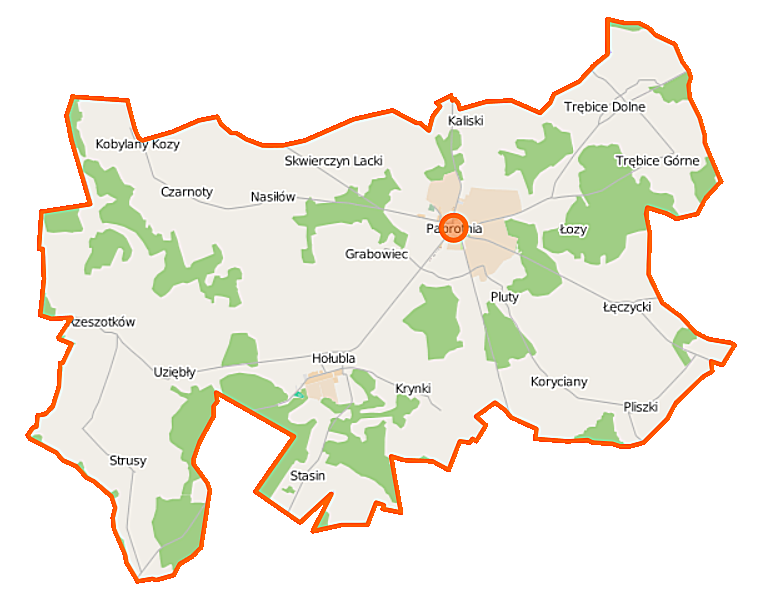
Plan de la gmina

- Czarnoty
- Grabowiec
- Hołubla
- Kaliski
- Kobylany-Kozy
- Koryciany
- Krynki
- Łęczycki
- Łozy
- Nasiłów
- Paprotnia
- Pliszki
- Pluty
- Podawce
- Rzeszotków
- Skwierczyn Lacki
- Stare Trębice
- Stasin
- Strusy
- Trębice Dolne
- Trębice Górne
- Uziębły

### Gminy voisines
La gmina de Paprotnia est voisine des gminy suivantes :
- Bielany
- Korczew
- Mordy
- Przesmyki
- Repki
- Suchożebry

## Structure du terrain
D'après les données de 2002, la superficie de la commune de Paprotnia est de 81,43 km2, répartis comme telle :
- terres agricoles : 75 %
- forêts : 20 %

La commune représente 5,08 % de la superficie du powiat.

## Démographie
Données du 30 juin 2004 :
| Description        | Total  | Total | Femmes | Femmes | Hommes | Hommes |
| ------------------ | ------ | ----- | ------ | ------ | ------ | ------ |
| Unité              | Nombre | %     | Nombre | %      | Nombre | %      |
| Population         | 2 806  | 100   | 1 364  | 48,6   | 1 442  | 51,4   |
| Densité (hab./km²) | 34,5   | 34,5  | 16,8   | 16,8   | 17,7   | 17,7   |